# Minotaurasaurus
Minotaurasaurus bio je rod ankilosaurina koji je živio tijekom razdoblja kasne krede. Starost mu, zbog nedostatka podataka, nikada nije točno određena, ali se ugrubo može procijeniti na 75 milijuna godina, u razdoblju Kampanija. 
Naziv su mu 2009. dali Clifford A. Miles i Clark J. Miles, a tipična vrsta je Minotaurasaurus ramachandrani. Značenje naziva roda je "gmaz-minotaur", dok mu je naziv vrste dat u čast Vilayanura S. Ramachandrana, koji je za 10 000 dolara kupio njegov fosil od trgovca Hollisa Buttsa, te ga tako učinio dostupnim znanosti. 

## Podrijetlo lubanje
Poznat je samo iz jedne potpune lubanje (holotip INBR21004) nepoznatog porijekla, ali koja je vjerojatno pronađena u pustinji Gobi.
Postoje kontroverze po pitanju porijekla te lubanje. Neki paleontolozi tvrde da je taj fosil pronađen u pustinji Gobi, uzet bez dozvole kineske vlade i prodan bez odgovarajuće dokumentacije. V.S. Ramachandran, koji je kupio taj fosil u Tucsonu (Arizona), kaže da će rado vratiti fosil odgovarajućoj državi ako mu neko pokaže "dokaze da je on uzet bez dozvole". Za sada, lubanja ostaje u Victor Valley Museumu, udaljenom jedan sat vožnje istočno od Los Angelesa.

## Osobine
Minotaurasaurus je bio četveronožni biljožder dug oko 4,2 m.
Vrlo dobro očuvana lubanja, duga oko 30 cm, ističe se po velikim, elipsoidnim nosnicama, okruženim dobro razvijenim osteodermima. Gledana odozgo, lubanja je više duga nego što je široka (ako se isključe rogovi na ljusci kosti glave) i zbog povećanih nosnica ima oblik trapeza. Rogovi na rogovi na ljusci kosti glave bili su najšire točke lubanje. Oni su osjetljiviji i zašiljeniji nego kod drugih ankilosaurida. Tjeme je bilo pokriveno širokim, piramidalnim kvrgama. Kao što su i snimanja računalna tomografije pokazala, nisu u pitanju osteodermi, već izmijenjene koštane tvari. Sve u svemu, lubanja pokazuje tipične osobine kasnokredskih ankilosaura, a moždana šupljina je bila primitivnija nego kod ostalih vrsta. Još uvijek nije provedena kladistička analiza za ovaj rod, pa nije poznata njegova točna pozicija na porodičnom stablu.